# Municipio de Vieregg
El municipio de Vieregg (en inglés: Vieregg Township) es un municipio ubicado en el condado de Merrick en el estado estadounidense de Nebraska. En el año 2010 tenía una población de 849 habitantes y una densidad poblacional de 7,06 personas por km².

## Geografía
El municipio de Vieregg se encuentra ubicado en las coordenadas 40°58′58″N 98°14′0″O / 40.98278, -98.23333. Según la Oficina del Censo de los Estados Unidos, el municipio tiene una superficie total de 120.28 km², de la cual 116,7 km² corresponden a tierra firme y (2,97 %) 3,57 km² es agua.

## Demografía
Según el censo de 2010, había 849 personas residiendo en el municipio de Vieregg. La densidad de población era de 7,06 hab./km². De los 849 habitantes, el municipio de Vieregg estaba compuesto por el 93,88 % blancos, el 0,12 % eran afroamericanos, el 1,3 % eran amerindios, el 0,12 % eran asiáticos, el 4,36 % eran de otras razas y el 0,24 % eran de una mezcla de razas. Del total de la población el 7,66 % eran hispanos o latinos de cualquier raza.